# Dnepr
Der Dnepr (russisch Днепр, im Deutschen auch als Dnjepr transkribiert, belarussisch Дняпро Dnjapro, ukrainisch Дніпро Dnipro) ist ein 2201 km langer Strom, der durch Russland, Belarus und die Ukraine in das Schwarze Meer fließt. Er ist nach der Wolga und der Donau der drittlängste Fluss Europas und war seit der Anlage von fünf Stauwerken mit Schleusen bis 2023 auf knapp 1700 km schiffbar. Mit der Zerstörung des untersten Stauwerks und Ausrinnen des am tiefsten liegenden Stausees 2023 im Zuge des Russisch-Ukrainischen Kriegs ist der Großteil des Dnepr in Bezug auf Schiffbarkeit mit Großschifffahrt vom Schwarzen Meer abgetrennt und im Wesentlichen nur mehr oberhalb und unterhalb dieses ehemaligen Kachowkaer Stausees schiffbar.

## Historische Bezeichnungen
Der Dnepr hat mehrfach einen Namenswechsel erfahren. Von den frühantiken Griechen und Römern wurde der Fluss Borysthénēs (aus skyth. *varu-stāna) genannt, was im Skythischen „weites Land“, d. h. das Wilde Feld, bedeutet. Spätantike (seit dem 4. Jahrhundert n. Chr.) griechisch-lateinische Texte nennen ihn Danapris bzw. Danaper, nach seinem sarmatischen Namen *dānu apara „ferner Fluss“. Von den Hunnen wurde der Fluss Var genannt (Iord. Get. 51), was ursprünglich den Kuban oder einen seiner Nebenflüsse bezeichnet und sich vom sarmatischen *var-dānu „breiter Fluss“ (Ptolemäus V, 8, 5, Ouardánēs) ableitet. Zur Zeit der Herrschaft der Goldenen Horde an seinem Unterlauf erhielt er dort den Namen Usu und Ohu (vgl. krimtatar. Özü), später dann Exi (tatarisch), Danapros (10. Jahrhundert) und Lussem (16. Jahrhundert). Die heutige Bezeichnung Dnepr ist die slawische Form des sarmatischen Namens. Dessen Vorderglied *dānu „Fluss“ wird auch als Wurzel der Flussnamen Donau, Dnister, Don und Donez vermutet. Wegen seiner großen Bedeutung in der slawischen Welt wird der Dnepr manchmal auch Slawutitsch „Slawischer Fluss“ bzw. Slavuta oder Slavutyč „Sohn des Ruhmes“ genannt.

## Verlauf
Der Fluss entspringt in Russland in den Waldaihöhen, etwa 200 Kilometer westlich von Moskau. Nahe der Ortschaft Botscharowo (Бочарово) in den Höhen von Bely (Бельская возвышенность), zwischen Bely und Sytschowka, befindet sich das Quellareal, das seit 1981 Naturdenkmal ist. Die Quelle wurde schon im späten 17. Jahrhundert beschrieben. Sie liegt nur wenige Kilometer vom Hauptwasserscheidepunkt Ostsee–Schwarzes Meer–Kaspisches Meer entfernt.
Auf den ersten mehr als 200 Flusskilometern fließt der Dnepr in Richtung Südsüdwesten und passiert nach einem Knick in Richtung Westen die russische Stadt Smolensk. Rund 60 Kilometer südlich von Smolensk erreicht er die belarussische Grenze. Für etwa 15 Kilometer ist er Grenzfluss, bevor er sich bei Orscha in einem großen Bogen nach Süden wendet und den Osten von Belarus durchquert. Die größte Stadt, die er dabei durchfließt, ist Mahiljou (Mogiljow). Nach insgesamt gut 400 Kilometern erreicht er bei Lojeu die ukrainische Grenze und ist für zirka 120 Kilometer erneut Grenzfluss, bis zur Einmündung in den Kiewer Stausee, den ersten von mehreren Dnepr-Stauseen. Der Dnepr ist die Hauptwasserstraße der Ukraine und teilt das Land in eine rechts- und linksufrige Ukraine, wobei er etwa ab Kiew zunächst in Richtung Südosten fließt und unterhalb von Kamjanske, dem ehemaligen Dniprodserschynsk, in einem weiten Bogen, dem sogenannten Dnepr-Bogen, nach Südwesten umschwenkt. Nach insgesamt über 1000 Flusskilometern in der Ukraine mündet er schließlich westlich von Cherson über den Dnepr-Bug-Liman, einen Mündungssee, ins Schwarze Meer. Am Unterlauf machten Stromschnellen den Fluss noch bis ins 20. Jahrhundert auf einer Länge von 70 km weitgehend unschiffbar. 1932 wurde die Regulierung des Flusses südlich von Kiew abgeschlossen.

## Schiffbarkeit und wirtschaftliche Bedeutung
Der Dnepr ist regelmäßig auf einer Länge von 1677 km, bis Orscha, schiffbar. Bei günstigem Wasserstand ist auch Dorogobusch erreichbar. Durch den Dnepr-Bug-Kanal bestand Anschluss an das europäische Binnenschifffahrtsnetz.
Neben dem Gütertransport mit Frachtschiffen (v. a. Bergbauerzeugnisse, Baustoffe, Holz und Getreide) werden auf dem Dnepr Flusskreuzfahrten sowie, von den Häfen der großen Uferstädte aus, Ausflugsfahrten auf Passagierschiffen angeboten.
Entlang des Dnepr befinden sich riesige Stauseen, die zu einem System von staatlich betriebenen Wasserkraftwerken (GidroElektroStanzija / GES) gehören.
Am Dnepr-Bogen, zwischen Kamjanske und Saporischschja, befindet sich heute eines der am dichtesten besiedelten Industriegebiete der Ukraine, in dem hauptsächlich Eisen verhüttet wird.

## Ökologie
Aufgrund der hohen Dichte von Industriebetrieben am Dnepr-Bogen ist die Luft- und Wasserverschmutzung dort seit mehr als 30 Jahren sehr hoch. Infolgedessen hat die Region die höchste Lungenkrebsrate des Landes zu verzeichnen. Die angesiedelte Industrie trägt auch zu einer übermäßigen Beanspruchung der Gewässer und zur Austrocknung und Verschlammung vieler kleinerer Bäche bei.

## Das Dnepr-Becken
Der Dnepr beschreibt bei der Entwässerung seines 531.817 km² messenden Einzugsgebietes ein großes, von Norden nach Süden verlaufendes „S“.
Die Zuflüsse im Dnepr-Becken bilden ein dichtes Flechtwerk von Wasserläufen. Von Westen her wird der Dnepr durch den Prypjat, im Norden durch die Bjaresina, im Nordosten durch Desna und Sosch und im Osten durch den Psel gespeist. Im Süden mündet der Hauptstrom der Ukraine ins Schwarze Meer.

### Nebenflüsse
Die größten Nebenflüsse des Dnepr sind (r = rechtsseitig; l = linksseitig): Drut (r), Sosch (l), Bjaresina (r), Ros (r), Prypjat (r), Irpin (r), Teteriw (r), Desna (l), Sula (l), Tjasmyn (r), Psel (l), Worskla (l), Oril (l), Samara (l), Mokra Sura (r), Basawluk (r) und Inhulez (r).

### Wasserstraßennetz
Über den Dnepr-Bug-Kanal, den der polnische König Stanislaus II. August anlegen ließ, besteht vom Oberlauf des Prypjat aus eine Verbindung zum Bug und zur Weichsel und damit zur Ostsee. Dieser Dnepr-Weichsel-Wasserweg wurde 1848 fertiggestellt und war lange einer der wichtigsten Transportwege von Südosteuropa und Kleinasien in den Norden. Um die Jahrtausendwende hat sich seine Bedeutung vermindert, er soll aber als Wasserstraße E40 ausgebaut werden.
Eine Verbindung zum litauischen Flusssystem besteht über das Oginskische Kanalsystem zur Memel und zum Pregel.

### Nicht schiffbare Kanäle
Weitere Kanäle, die vom Dnepr abzweigen und zur Wasserversorgung der Ukraine beitragen, sind der Dnepr-Donbas-Kanal, der Dnepr-Krywyj-Rih-Kanal sowie der über 400 km lange Nord-Krim-Kanal.

### Inseln
Im Dnepr liegen zahlreiche Flussinseln wie die Muromez- und Truchaniw-Insel bei Kiew, die Klosterinsel bei Dnipro und Chortyzja bei Saporischschja.

## Brücken
Den Dnepr queren zahlreiche große Brücken, vor allem in den am Fluss liegenden Städten. Eine Übersicht über die Dneprbrücken ist auf der Liste der Dneprbrücken zu finden.

## Stauseen/Wasserkraftwerke/Schleusen
Am Dnepr lagen unter anderem sechs große Stausee, von denen der Kachowkaer Stausee am 6. Juni 2023 zerstört wurde – flussabwärts gesehen sind dies:
| Name                   | Fertig- stellung | Leistung in MW | Fläche in km² | Volumen in Mio. m³ | Stauziel in m ü. M. (Kronstädter Pegel) | Tiefe (Ø) in m |
| ---------------------- | ---------------- | -------------- | ------------- | ------------------ | --------------------------------------- | -------------- |
| Kiewer Stausee         | 1964             | 0.235,5        | 0.922         | 03.730             | 103,00                                  | 4,0            |
| Kaniwer Stausee        | 1978             | 0.444,0        | 0.675         | 02.620             | 91,50                                   | 3,9            |
| Krementschuker Stausee | 1961             | 0.686,4        | 2.252         | 13.520             | 81,00                                   | 6,0            |
| Kamjansker Stausee     | 1964             | 0.352,0        | 0.567         | 02.450             | 64,00                                   | 4,3            |
| Saporischschja-Stausee | 1932             | 1.529,6        | 0.410         | 01.100             | 51,40                                   | 2,7            |
| Kachowkaer Stausee     | 1955             | 0.351,0        | 2.155         | 18.200             | 16,00                                   | 8,4            |

Zu jedem dieser sechs Stauseen gehört eine Schleuse. Erst deren Bau im frühen 20. Jahrhundert ermöglichte die bessere Nutzung des Dnepr als Transportweg. Es handelt sich um (flussabwärts) die Wyschhoroder Schleuse, am Kiewer Stausee (170 m lang, Hubhöhe 5 m), die Kanewer Schleuse (270 m lang), die Krementschuker Schleuse (270 m lang, Hubhöhe 16 m), die Kamjansker Schleuse (270 m lang, Hubhöhe 13 m), die Saporoschjer Schleuse (alte Dreikammerschleuse, je 120 m lang; bzw. neue Einkammerschleuse, 290 m lang, Hubhöhe 36 m) und die Kachowkaer Schleuse (270 m lang, Hubhöhe 15 m).

## Ortschaften
Größere Ortschaften am Dnepr sind die Städte Smolensk, Orscha, Mahiljou, Kiew, Tscherkassy, Krementschuk, Kamjanske, Dnipro, Saporischschja, Nikopol und Cherson. Nördlich von Kiew liegt – 20 km entfernt vom Dnepr – Tschornobyl am Prypjat, das seit April 1986 durch die Nuklearkatastrophe von Tschernobyl weltweit bekannt ist.

## Kulturelle Rezeption
Sergei Prokofjew komponierte 1930/31 das Ballett „Am Dnepr“ (russisch На Днепре Na Dnepre) über die Rückkehr eines Soldaten nach dem Ersten Weltkrieg in sein Heimatdorf am Dnepr.
Der Künstler Archip Iwanowitsch Kuindschi malte mehrere Versionen einer Mondnacht am Dnepr (russisch Ночь на Днепр). Das bekannteste Gemälde befindet sich im Russischen Museum in Sankt Petersburg.